# Artamonov (månekrater)
Artamonov er et nedslagskrater på Månen. Det befinder sig på Månens bagside og er opkaldt efter den sovjetiske raketingeniør Nikolaj Artamonov (1906-1965).
Navnet blev officielt tildelt af den Internationale Astronomiske Union (IAU) i 1970.

## Omgivelser
En lineær række kratere ved navn Catena Artamonov ligger langs den nordøstlige rand af Artamovkrateret, og løber i retning af sydøst. Blandt de nærliggende betydende kratere er Maxwell og Lomonosov mod nordvest og Edisonkrateret mod vest. I retning øst-nordøst ligger det mindre Espinkrater, og det lille Malyykrater findes i retning syd-sydøst. 

## Karakteristika
Den eroderede ydre rand om Artamonov er ikke cirklær som i de fleste andre månekratere, men udviser i stedet en overordnet form af at bestå af tre eller fire sammenlagte kratere. Den største af disse dannelser er den sydlige, og der er mindre cirkulære udbulinger mod nord og øst.
Overfladen i den indre kraterbund i Artamonov er blevet fornyet af senere strømme af basaltisk lava, hvilket har efterladt en relativt flad bund uden særlige træk. Den ser mørkere ud på grund af lavere albedo. Bunden udviser svage spor af udkastninger med lysere farvetone, som stammer fra Giordano Bruno-krateret mod nord.

## Måneatlas
- Billeder af Artamonovkrateret i LPI-måneatlasset